# Dirod
Il Dirod è un generatore di elettricità statica che sfrutta il principio dell'induzione elettrostatica per produrre un'elevata differenza di potenziale (d.d.p.) fra i due collettori.
Il nome Dirod deriva dalla fusione di due termini in lingua inglese: disk & rod ("disco a barre").
L'invenzione di questa macchina elettrostatica è dovuta al docente americano A. D. Moore, autore del libro "Electrostatics".

## Componentistica della macchina
Il Dirod è composto da quattro parti principali: i due collettori, i due induttori di carica, il rotore e le spazzole.
I due collettori a disco sono disposti parallelamente,  su di essi si accumula la maggior parte di carica; i due induttori sono formati da due barre a T connesse ai relativi collettori, tra essi e il rotore sono disposte due superfici isolanti (plexiglas) fissate appositamente per massimizzare l'effetto dell'induzione e limitare la dispersione di carica.
Il rotore centrale consiste in un disco isolante sul quale sono fissate perpendicolarmente diverse  barre alla maggior distanza possibile dal centro del disco; il rotore viene messo in rotazione attraverso un albero assiale al disco stesso, azionato da una puleggia.
Gli elettrodi a spazzola sono divisi in due coppie: una coppia è fissata in modo tale da collegare istantaneamente le due barre sotto i rispettivi induttori, la seconda coppia è fissata in modo tale da collegare le due barre più vicine ai rispettivi collettori. Il tutto è montato su dei supporti di materiale isolante (plexiglas).

## Funzionamento
Il generatore entra in funzione mettendo in rotazione il rotore. 
I due collettori, in condizioni ambientali favorevoli (aria secca), risultano essere completamente isolati tra loro e una minima d.d.p. è sufficiente ad innescare il processo di carica. Le due barre sottostanti gli induttori, essendo connesse tra loro istantaneamente, alla separazione, acquisiscono per induzione elettrostatica carica netta opposta.
La carica netta si accumula rispettivamente sui due collettori.

## Conclusioni sperimentali
La differenza di potenziale generata tra i due collettori può variare in base al dimensionamento della macchina e alle condizioni ambientali; in particolare il numero di barre, la velocità di rotazione, il dielettrico, l'accuratezza nell'evitare spigoli nelle parti metalliche e l'umidità relativa.